# Lupinus nootkatensis
Il lupino nootka (Lupinus nootkatensis Donn ex Sims, 1810) è una pianta perenne della famiglia delle Fabacee, nativa del Nord America.

## Descrizione
Diversamente da altre specie di lupini, il colore del fiore è blu.

## Distribuzione e habitat
La specie è diffusa sul versante nord-occidentale degli Stati Uniti (Alaska, Washington) e del Canada (Alberta, Columbia Britannica, Yukon).
Viene introdotta in Europa dopo la seconda guerra mondiale.
È una specie capace di tollerare freddo e umido e di colonizzare facilmente diversi ambienti. Può diventare infestante.